# نيكولانديا
نيكولانديا (بالبرتغالية: Niquelândia‏) هي بلدية تقع في البرازيل في غوياس.[بحاجة لمصدر] يقدر عدد سكانها بـ 42,933 نسمة ومساحتها 9,843.170 كم2 وترتفع عن سطح البحر 650 متر.

## الموقع الجغرافي
```
تقع نيكولانديا في شمال ولاية غوياس، وتبعد حوالي 250 كيلومترًا عن العاصمة غويانيا. تحيط بها المناظر الطبيعية الخلابة، بما في ذلك التلال والغابات، مما يجعلها وجهة مميزة لمحبي الطبيعة.
```

## التاريخ
```
تأسست نيكولانديا في القرن العشرين، حيث بدأت كبلدة صغيرة تعتمد على الزراعة. مع مرور الوقت، تطورت المدينة وأصبحت مركزًا مهمًا للتعدين، خاصةً في استخراج النيكل، مما ساهم في نموها الاقتصادي.
```

## الاقتصاد
يعتمد اقتصاد نيكولانديا بشكل رئيسي على التعدين والزراعة. تُعتبر المدينة مركزًا مهمًا لاستخراج النيكل، حيث توجد العديد من المناجم في المنطقة. بالإضافة إلى ذلك، يزرع السكان مجموعة متنوعة من المحاصيل الزراعية، مثل الذرة وفول الصويا.

## الثقافة
```
تتميز نيكولانديا بثقافتها المحلية الغنية، حيث يحتفل السكان بالعديد من المناسبات الثقافية والدينية. تُقام المهرجانات المحلية التي تعكس التراث الثقافي للمدينة، مما يجذب الزوار والسياح.
```

## السياحة
تعتبر نيكولانديا وجهة سياحية هادئة، حيث يمكن للزوار الاستمتاع بالطبيعة الخلابة والأنشطة الخارجية. تشمل الأنشطة المتاحة المشي في الطبيعة، وزيارة المعالم الطبيعية، والتعرف على الثقافة المحلية.

## الخاتمة
```
تُعتبر نيكولانديا بلدة صغيرة ولكنها غنية بالتاريخ والثقافة. تقدم المدينة مزيجًا من الجمال الطبيعي والأنشطة الثقافية، مما يجعلها مكانًا مميزًا للزيارة.
```